# 亚历克斯·加兰
亚历山大·梅达沃·加兰（1970年5月26日—）是一位英格兰小说家、编剧、电影监制和导演。

## 简介
他出生于英國伦敦, 母亲是心理分析学家Caroline（娘家姓Medawar），父亲是政治漫画家尼古拉斯·嘉蘭。他有一個弟弟Theodore，以及一個同父異母/同母異父姐姐Emily。1992年毕业于曼彻斯特大学艺术史专业。他外祖父是諾貝爾獎得主、英國生物學家彼得·梅達沃。
他妻子是英国女演员帕洛馬·貝薩。

## 小说
- 《海灘（英语：The Beach (novel)）》（1996）
- 《四維超正方體（英语：The Tesseract (novel)）》（1998）
- 《昏迷（英语：The Coma）》（2004）

## 影視作品

### 电影
| 年份 | 名称                       | 導演     | 編劇     | 制片人 | 备注                  |
| ---- | -------------------------- | -------- | -------- | ------ | --------------------- |
| 2000 | 《海灘》                   | 否       | 否       | 否     | 改编自他的小说        |
| 2002 | 《28日後》                 | 否       | 是       | 否     |                       |
| 2003 | 《四維超正方體》           | 否       | 否       | 否     | 改编自他的小说        |
| 2007 | 《太陽倒數》               | 否       | 是       | 否     |                       |
| 2007 | 《28週後》                 | 否       | 未获认可 | 执行   | 重写                  |
| 2010 | 《別讓我走》               | 否       | 是       | 执行   |                       |
| 2012 | 《新特警判官》             | 未获认可 | 是       | 是     |                       |
| 2014 | 《机械姬》                 | 是       | 是       | 否     |                       |
| 2018 | 《滅絕》                   | 是       | 是       | 否     |                       |
| 2022 | 《們》                     | 是       | 是       | 否     |                       |
| 2024 | 《帝國浩劫：美國內戰》     | 是       | 是       | 否     |                       |
| 2025 | 《遗军之战》               | 是       | 是       | 否     | 與雷伊·門多薩共同執導 |
| 2026 | 《28年毀滅倒數：白骨聖殿》 | 否       | 是       | 是     |                       |

执行制片人
- 《總統狙殺令》（2014）

### 电视剧
| 年份 | 名称       | 导演 | 编剧 | 执行 制片人 | 备注       |
| ---- | ---------- | ---- | ---- | ----------- | ---------- |
| 2020 | 《開發者》 | 是   | 是   | 是          | 也是创作者 |

## 電子遊戏
- 《幻想西遊記（英语：Enslaved: Odyssey to the West）》（2010，聯合編劇）
- 《DmC：惡魔獵人》（2013，故事監督）

## 奖项与提名
- 2004：土星奖最佳恐怖片：《28日後》（提名）
- 2004：瘋哥利牙鏈鋸獎最佳编剧：《28日後》（獲獎）
- 2011：Writer's Guild of Great Britain最佳游戏编剧：《幻想西遊記》（獲獎；与Tameem Antoniades共享）
- 2015：Gerardmer Film Festival评审团奖：《机械姬》（獲獎）
- 2016: 第68屆美國導演工會獎最佳新導演：《机械姬》（獲獎）